# Pholcus kwangkyosanensis
Pholcus kwangkyosanensis là một loài nhện trong họ Pholcidae. Loài này được phát hiện ở Triều Tiên.